# 헤세 행렬
미적분학에서 헤세 행렬(Hesse行列, 영어: Hessian matrix)은 어떤 함수의 이계도함수를 행렬로 표현한 것이다. 헤세 행렬은 독일의 수학자 루트비히 오토 헤세의 이름을 따서 명명되었다. 헤세 행렬은 다변수함수가 극값을 가질 때, 그것이 극대인지, 극소인지 판정할 때 사용한다.

## 정의
실함수 {\displaystyle f(x_{1},x_{2},x_{3},...,x_{n})}이 주어졌을 때, 헤세 행렬은 다음과 같이 주어진다.
{\displaystyle H_{f}={\begin{bmatrix}{\frac {\partial ^{2}f}{\partial x_{1}^{2}}}&{\frac {\partial ^{2}f}{\partial x_{1}\partial x_{2}}}&\cdots &{\frac {\partial ^{2}f}{\partial x_{1}\partial x_{n}}}\\{\frac {\partial ^{2}f}{\partial x_{2}\partial x_{1}}}&{\frac {\partial ^{2}f}{\partial x_{2}^{2}}}&\cdots &\vdots \\\vdots &\vdots &\ddots &\vdots \\{\frac {\partial ^{2}f}{\partial x_{n}\partial x_{1}}}&\cdots &\cdots &{\frac {\partial ^{2}f}{\partial x_{n}^{2}}}\end{bmatrix}}}
헤세 행렬은, 함수의 기울기 벡터 {\displaystyle \nabla f}에 대한 야코비 행렬로도 설명이 가능하다.
함수 {\displaystyle f}의 이계도함수가 연속이라면 혼합 편미분은 같다. 그 때 이 행렬은 대칭행렬이다.

## 테일러 급수와 헤세 행렬
함수 {\displaystyle f:U\subset \mathbb {R} ^{n}\to \mathbb {R} }의 {\displaystyle n=2}인 테일러 급수는 헤세 행렬을 이용해서 나타낼 수 있다.
{\displaystyle \mathbf {h} \in \mathbb {R} ^{n}}에 대해 {\displaystyle \Delta f:=f\left(\mathbf {x} _{0}+\mathbf {h} \right)-f\left(\mathbf {x} _{0}\right)\approx J\left(\mathbf {x} _{0}\right)\mathbf {h} +{\frac {1}{2}}\mathbf {h} ^{T}H_{f}\left(\mathbf {x} _{0}\right)\mathbf {h} } (여기서 {\displaystyle \mathbf {h} ^{T}}는 {\displaystyle \mathbf {h} }가 열벡터라고 할 때 그 전치행렬인 행벡터를 의미한다.)
만약 {\displaystyle \mathbf {x} _{0}}가 임계점이라면 {\displaystyle \mathbf {D} f\left(\mathbf {x} _{0}\right)=0}이므로 {\displaystyle \mathbf {h} \in \mathbb {R} ^{n}}에 대해 {\displaystyle \Delta f\approx {\frac {1}{2}}\mathbf {h} ^{T}H_{f}\left(\mathbf {x} _{0}\right)\mathbf {h} }이다. 즉, 상수가 아닌 가장 첫 번째 항이 바로 헤세 행렬이 되는 셈이다.

## 이계도함수 판정
함수 {\displaystyle f}의 이계도함수가 연속일 때 헤세 행렬은 대칭행렬이므로 스펙트럼 정리에 따라 헤세 행렬을 다음과 같이 직교대각화할 수 있다.
{\displaystyle Q(\mathbf {h} )=\mathbf {h^{T}} H_{f}\mathbf {h=h^{T}Q\Lambda Q^{T}h=(Q^{T}h)^{T}\Lambda Q^{T}h} }
{\displaystyle \mathbf {u=Q^{T}h} }로 두면 다음과 같이 나타낼 수 있다.
{\displaystyle Q(\mathbf {u} )=\lambda _{1}u_{1}^{2}+\lambda _{2}u_{2}^{2}+...+\lambda _{n}u_{n}^{2}}
헤세 행렬의 고윳값의 부호에 따라 이차형식의 정부호성을 판별한다.
- 헤세 행렬의 고윳값이 모두 양수일 경우, 이차형식은 양의 정부호이고, 임계점은 극솟값이다.
- 헤세 행렬의 고윳값이 모두 음수일 경우, 이차형식은 음의 정부호이고, 임계점은 극댓값이다.
- 헤세 행렬의 고윳값에 양수와 음수가 섞여 있는 경우, 이차형식은 부정부호(indefinite)이고, 임계점은 안장점이 된다.

## 같이 보기
- 야코비 행렬